# Heinrich Pursuit

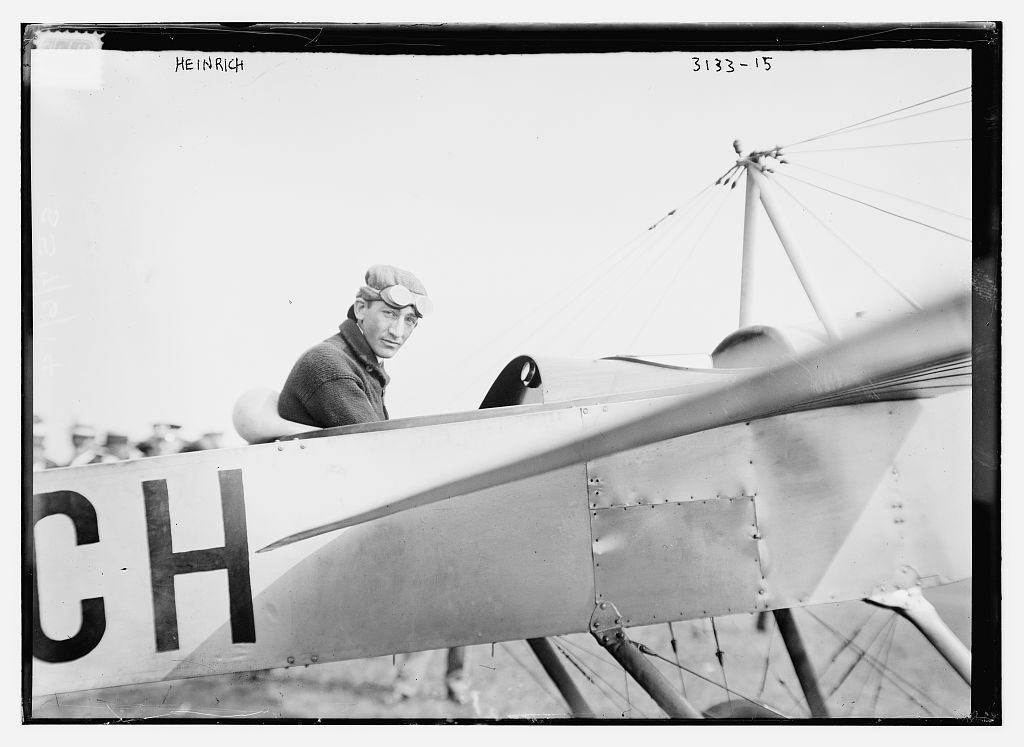
Heinrich, ảnh chụp ngày 4 tháng 7 năm 1914

Heinrich Pursuit là một mẫu thử máy bay tiêm kích của Hoa Kỳ trong thập niên 1910. Đây là mẫu máy bay duy nhất do Albert S. Heinrich thiết kế.

## Biến thể
- Mk I
- Mk II

## Quốc gia sử dụng
Hoa Kỳ
- Binh chủng thông tin Lục quân Hoa Kỳ

## Tính năng kỹ chiến thuật (Pursuit Mk I)
Đặc điểm tổng quát
- Kíp lái: 1
- Sải cánh: 26 ft 0 in (7,92 m)
- Diện tích cánh: 162.5 ft2 (15.09 m2)
- Trọng lượng có tải: 1235 lb (560 kg)
- Động cơ: 1 × Gnome Monosoupape 9 Type B-2, 100 hp (75 kW)

Hiệu suất bay
- Vận tốc cực đại: 115 mph (185 km/h)